# Ring 2 (Hamburg)
Ring 2 bezeichnet in Hamburg eine Stadtstraße, die halbkreisförmig nördlich der Elbe um das Stadtzentrum herum führt. Sie liegt zwischen dem inneren Ring 1 und dem äußeren Ring 3. Entsprechend wurde der Ring 2 auch als Mittlerer Ring bezeichnet.

## Verlauf
Der Straßenzug beginnt in direkter Elbnähe mit der Straße Pepermölenbek im Stadtteil Altona-Altstadt. Ab dem kurz darauf folgenden Nobistor ist er vierstreifig ausgebaut und führt durch die dicht besiedelten Stadtteile Eimsbüttel, Hoheluft (West wie Ost) und Eppendorf Richtung Nordosten. Zwischen Fruchtallee und Tarpenbekstraße ist der Ring Teil der Bundesstraße 5 und anschließend bis zur Deelböge der Bundesstraße 433. In Winterhude hat der Straßenzug seinen Scheitelpunkt und führt fortan Richtung Südosten. Dabei durchquert er mit Barmbek, Dulsberg, Wandsbek und Horn weitere Wohnquartiere. An der Horner Rampe schließlich erreicht der Ring 2 den überwiegend mit Gewerbeflächen belegten Stadtteil Billbrook, den er bis zu seinem Ende an der Auffahrt Moorfleet der Autobahn A1 durchquert.

## Ausbauzustand und ursprüngliche Planungen

Beschilderung des Ring 2 in Hamburg

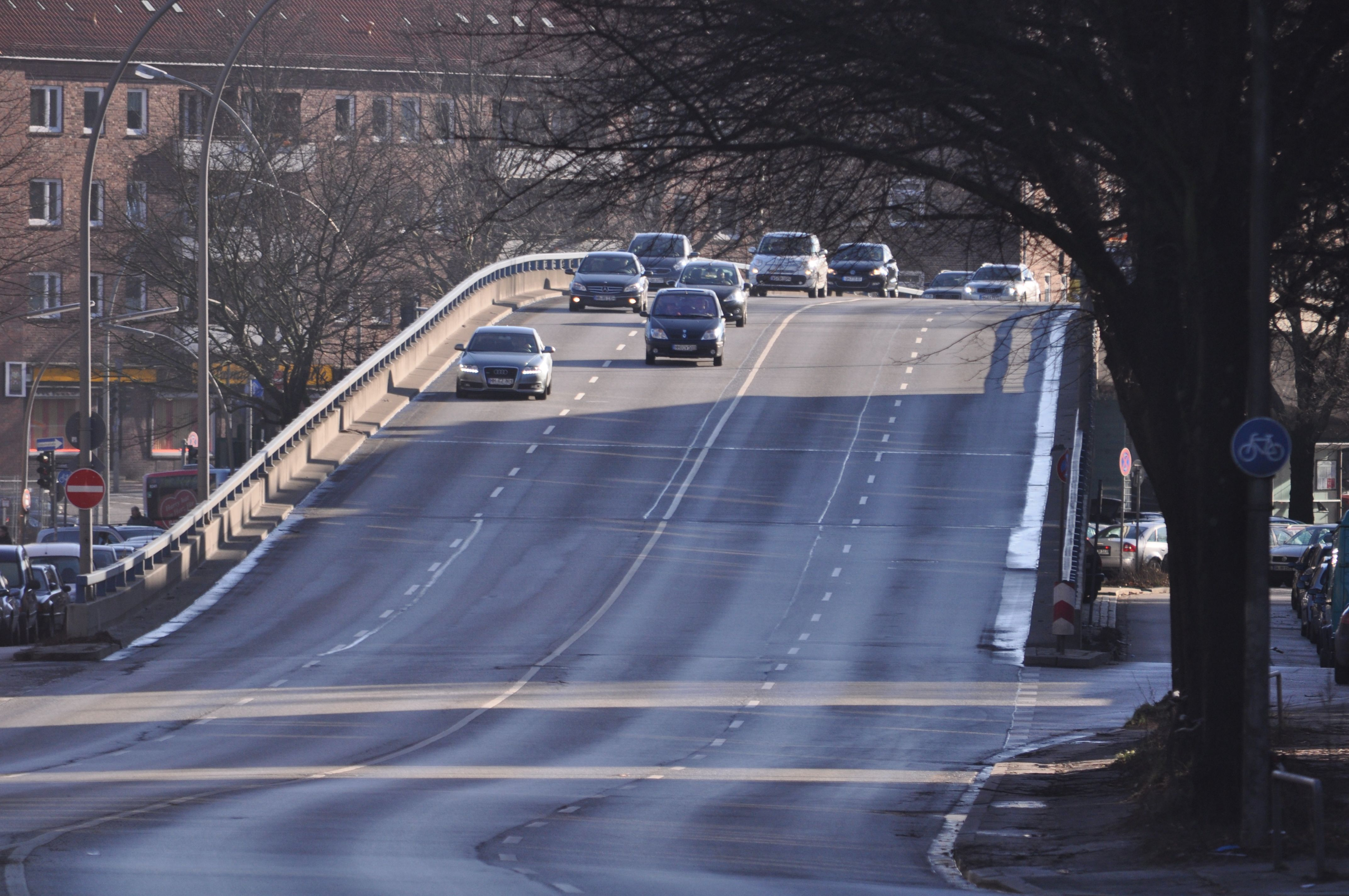
Auf der Barmbeker-Ring-Brücke aus dem Jahr 1970 überquert der Ring 2 die Fuhlsbüttler Straße

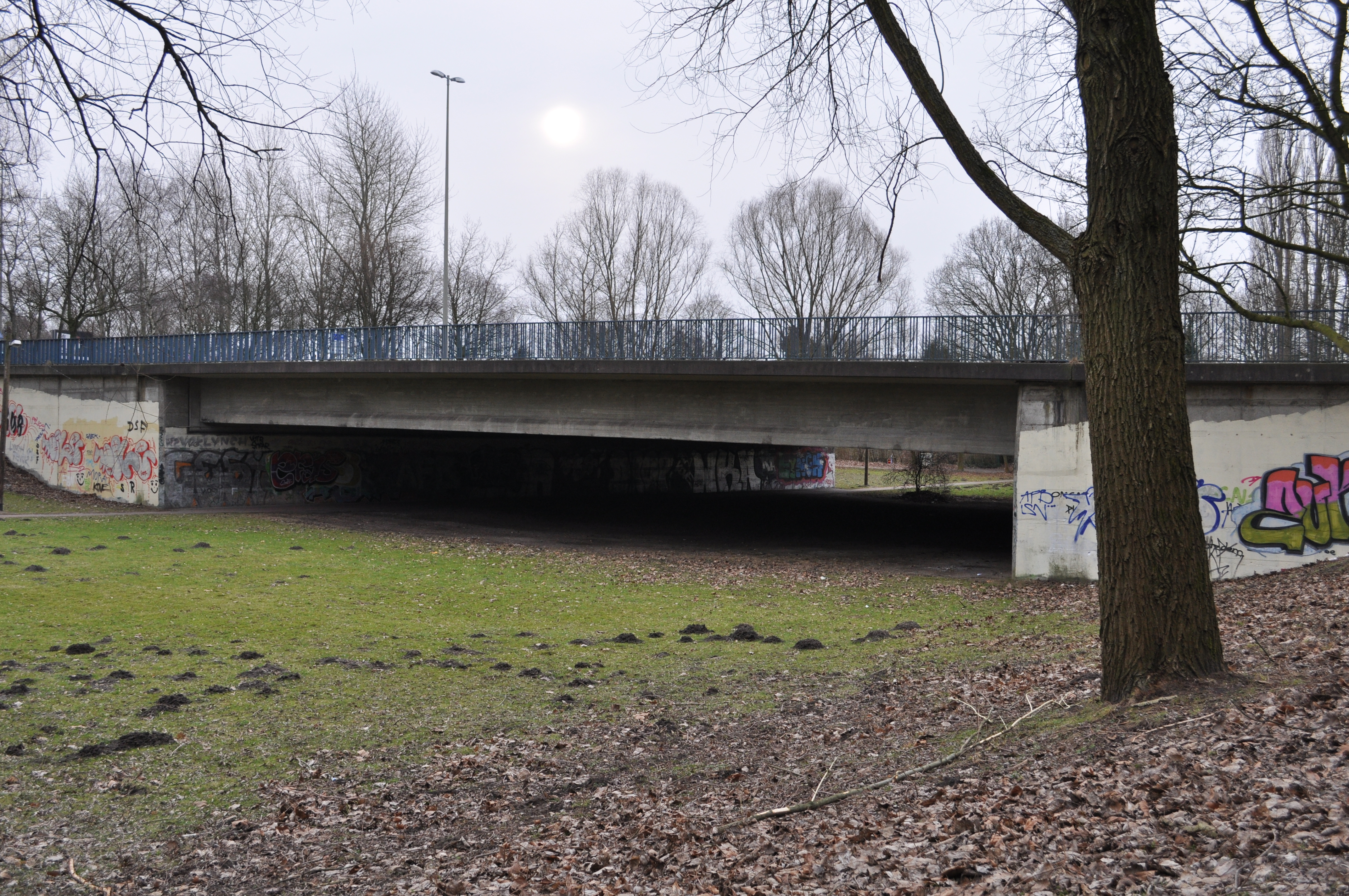
Auf der Jahnbrücke sollte der Ring 2 die verworfene Autobahn-Osttangente überqueren

Der Ring 2 fasst als Straßenzug seit den 1970er Jahren diverse Stadtstraßen zusammen, die in der Nachkriegszeit zu einer leistungsfähigen Auto-Straßenverbindung zur Umfahrung des Stadtzentrums ausgebaut wurden. Teilweise gab es entlang der angedachten Streckenführung keine ausbaubaren Straßen. In diesen Fällen wurde für den Ring 2 die bestehende Bebauung abgerissen und eine neue, sogenannte „Durchbruchstraße“ angelegt. Dies geschah unter anderem in den 1960er Jahren in Eimsbüttel, wo zwischen Alsenplatz und Fruchtallee für den Doormannsweg eine Schneise gerissen wurde.
Der Ausbau des Ring 2 heute umfasst entsprechend im Regelfall mindestens vier Fahrspuren plus Abbiegerspuren in geradliniger Führung. Der Ring 2 verfügt nur in Ausnahmefällen über höhenfreie Kreuzungen und ist nicht anbaufrei. An Knotenpunkten, die nicht mit Ampeln geregelt werden, ist er Vorfahrtstraße.
Höhenfrei kreuzt der Ring 2 die Fuhlsbüttler Straße in Barmbek. Dazu wurde ab 1970 die etwa 200 Meter lange, vierspurige Barmbeker-Ring-Brücke errichtet.
Auf der Jahnbrücke, etwa einen Kilometer weiter westlich, überquert der Ring 2 einen Grünzug. Auf dieser Fläche war in Nord-Süd-Richtung in der Nachkriegszeit der Bau einer Stadtautobahn, der sogenannten Osttangente als Verlängerung der heutigen A 25, vorgesehen. Die Brücke wurde bereits als Vorratsbau errichtet, die Autobahnplanungen letztlich nie realisiert. Die Osttangente wäre ab der Brücke Jahnring in einem Abstand von 1–2 Kilometer parallel zum Ring 2 bis nach Horn verlaufen.
An der Kreuzung Rosenbrook/Deelböge war Ende der 1960er Jahre „bei weiterer nennenswerter Verkehrszunahme“ eine Brücke für den Verlauf Rosenbrook-Alsterkrugchaussee über die Deelböge vorgesehen. Im Vorgriff darauf sind die beiden Richtungsfahrbahnen etwa 35 Meter auseinandergezogen worden, um für den angedachten Ausbau genug Platz zu haben.

## Radverkehr

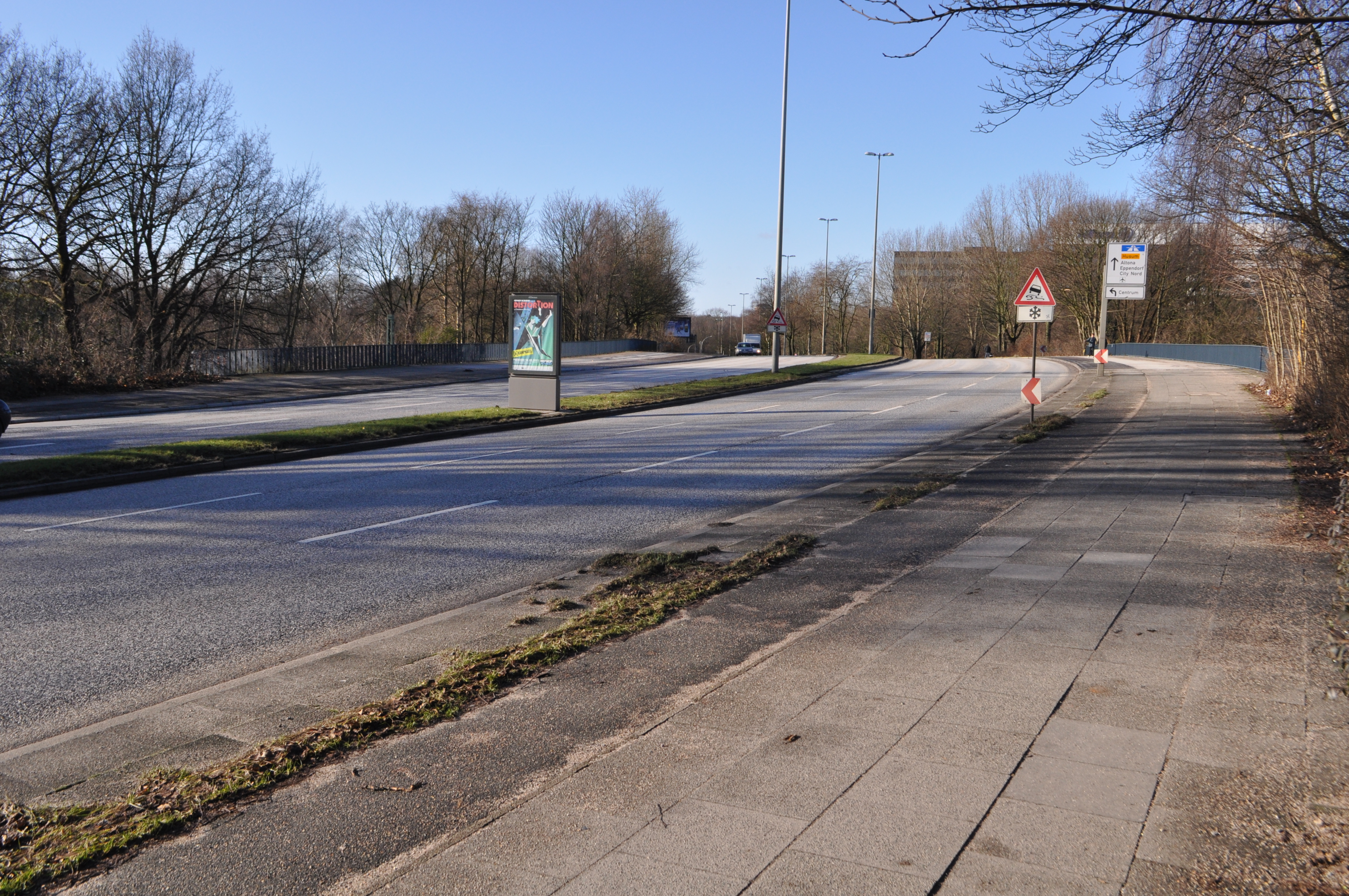
Mangelhafter Radweg am Ring 2

Entlang des Ring 2 sind im Regelfall gesonderte Radwege angelegt. Der Zustand wird aber an vielen Stellen als „erbärmlich“ oder „katastrophal“ beschrieben, da sie holprig, zu eng und teilweise zugewachsen seien. 

## Verkehrsbelastung

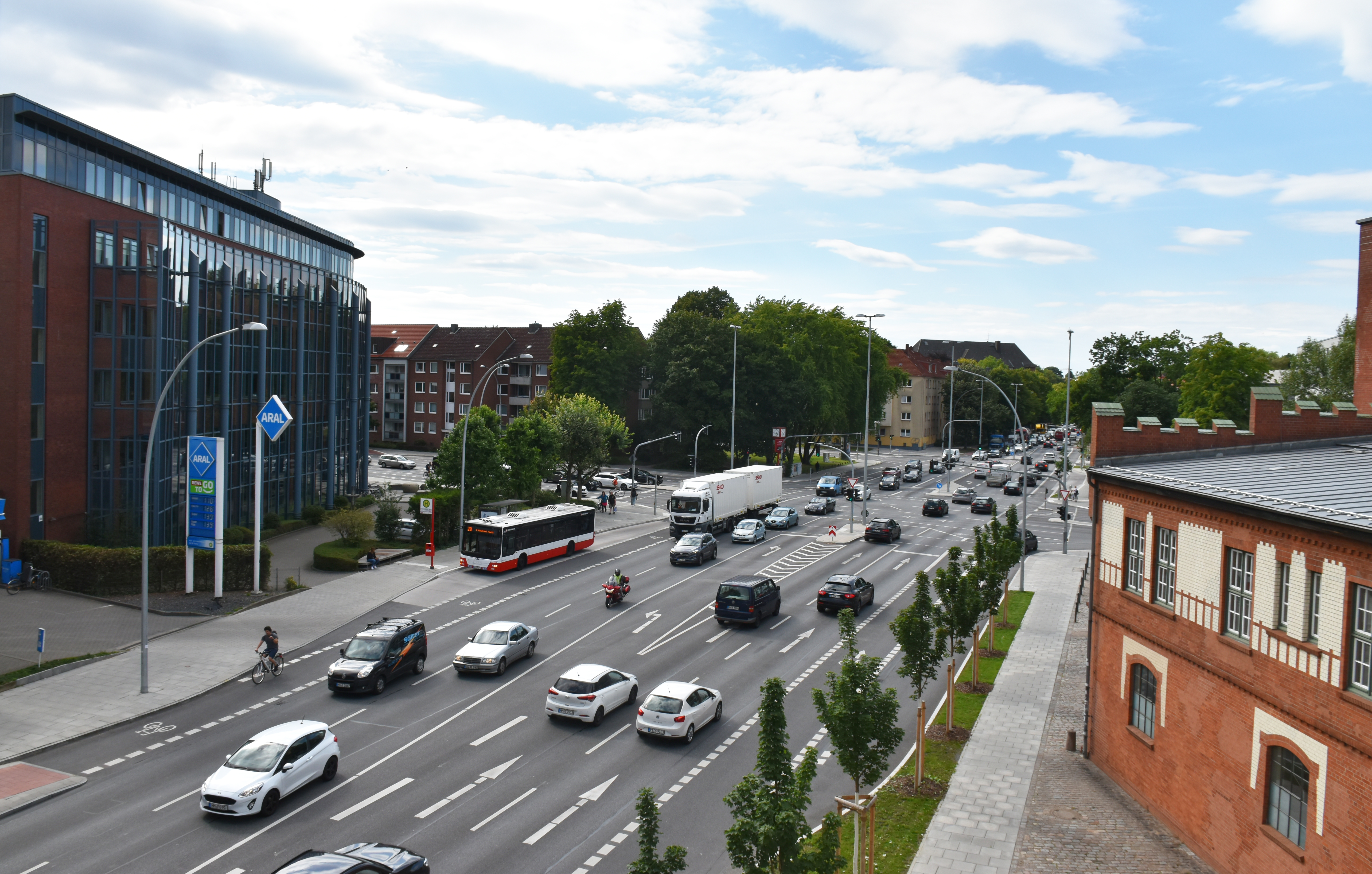
Ring 2 kreuzt die Bramfelder Straße

Entlang der Pegel am Ring 2 wurden 2013 mindestens 27.000 Fahrzeuge pro Werktag (DTVw) ermittelt. Der am stärksten belastete Abschnitt ist am Rosenbrook mit 65.000 Fahrzeugen, gefolgt vom Jahnring mit 61.000 Fahrzeugen pro Werktag. In dem Bereich Eppendorf-Winterhude-Barmbek-Dulsberg befahren an allen Pegeln jeweils über 40.000 Fahrzeuge pro Werktag den Ring 2, davon etwa 4 bis 5 Prozent Schwerverkehr. Südlich von Wandsbek liegt der Schwerverkehrsanteil deutlich höher. Die Horner Rampe befahren 29.000 Fahrzeuge, davon 14 Prozent Schwerverkehr; am südöstlichen Ende des Ring 2 schließlich sind bereits 23 Prozent der 39.000 werktäglichen Fahrzeuge in dieser Kategorie.

## Umweltauswirkungen

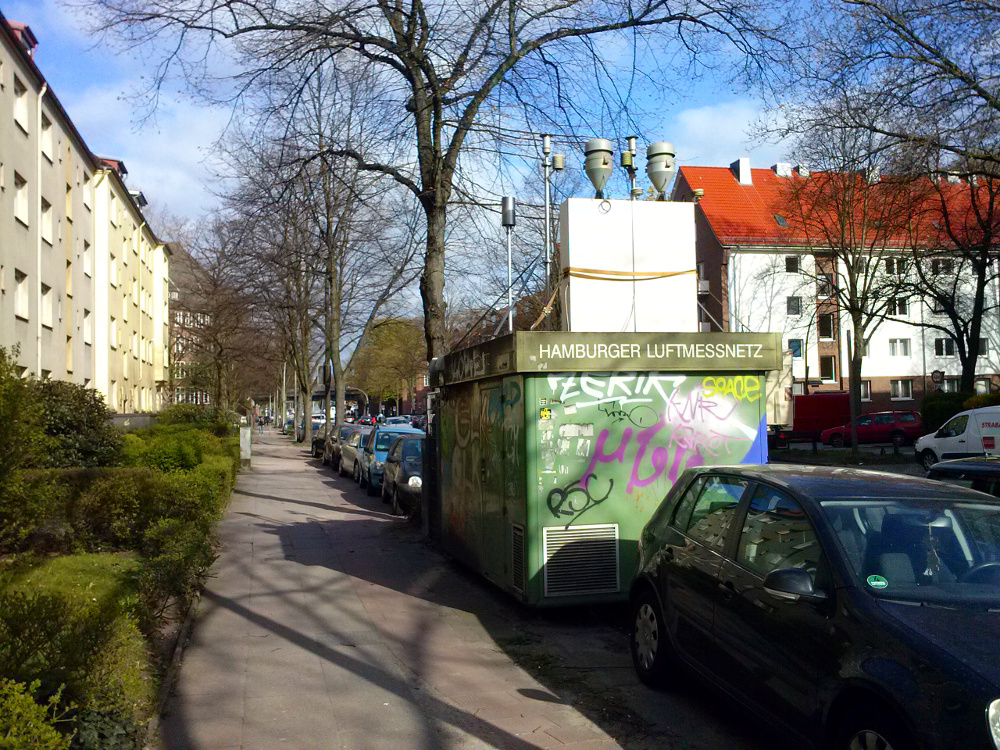
Luftmessstation Habichtstraße

Die große Zahl der täglich auf dem Ring 2 fahrenden Autos führt zu einer deutlichen Lärmbelastung. Auf weiten Abschnitten wird von einem durchschnittlichen Straßenlärmpegel von über 75 dBA tagsüber ausgegangen. Der nächtliche Pegel erreicht stellenweise auch an mit Wohnungen bebauten Abschnitten über 70 dBA. Teile des Ring 2 sind dem Hamburger Lärmaktionsplan 2013 zufolge unter den 40 lautesten Straßen Hamburgs, nämlich die Holstenstraße, die Gärtnerstraße, die Tarpenbekstraße, der Braamkamp, die Nordschleswiger Straße, die Rennbahnstraße und die Horner Rampe.
An der Habichtstraße in Barmbek liegt eine Station des Hamburger Luftmessnetzes direkt am Ring 2, der hier ein Wohngebiet durchquert. Die ermittelten Werte überschreiten die EU-Jahres-Grenzwerte der Schadstoffbelastung mit Stickstoffdioxid (NO2) seit langem. Anders als bei den anderen Messstandorten in Hamburg stieg die Belastung zwischen 2010 und 2015 sogar um etwa 5 Prozent an; im Jahr 2015 wurde an der Station mit durchschnittlich 63 µg/m³ die höchste NO2-Belastung in Hamburg gemessen. Auch die an der Habichtstraße gemessenen Konzentrationen an Feinstaub (PM10) überschreiten mehrfach pro Jahr den Tagesgrenzwert von 50 µg/m³ Luft, beispielsweise 2015 an 16 Tagen.